# Anker Schroeder ASDO

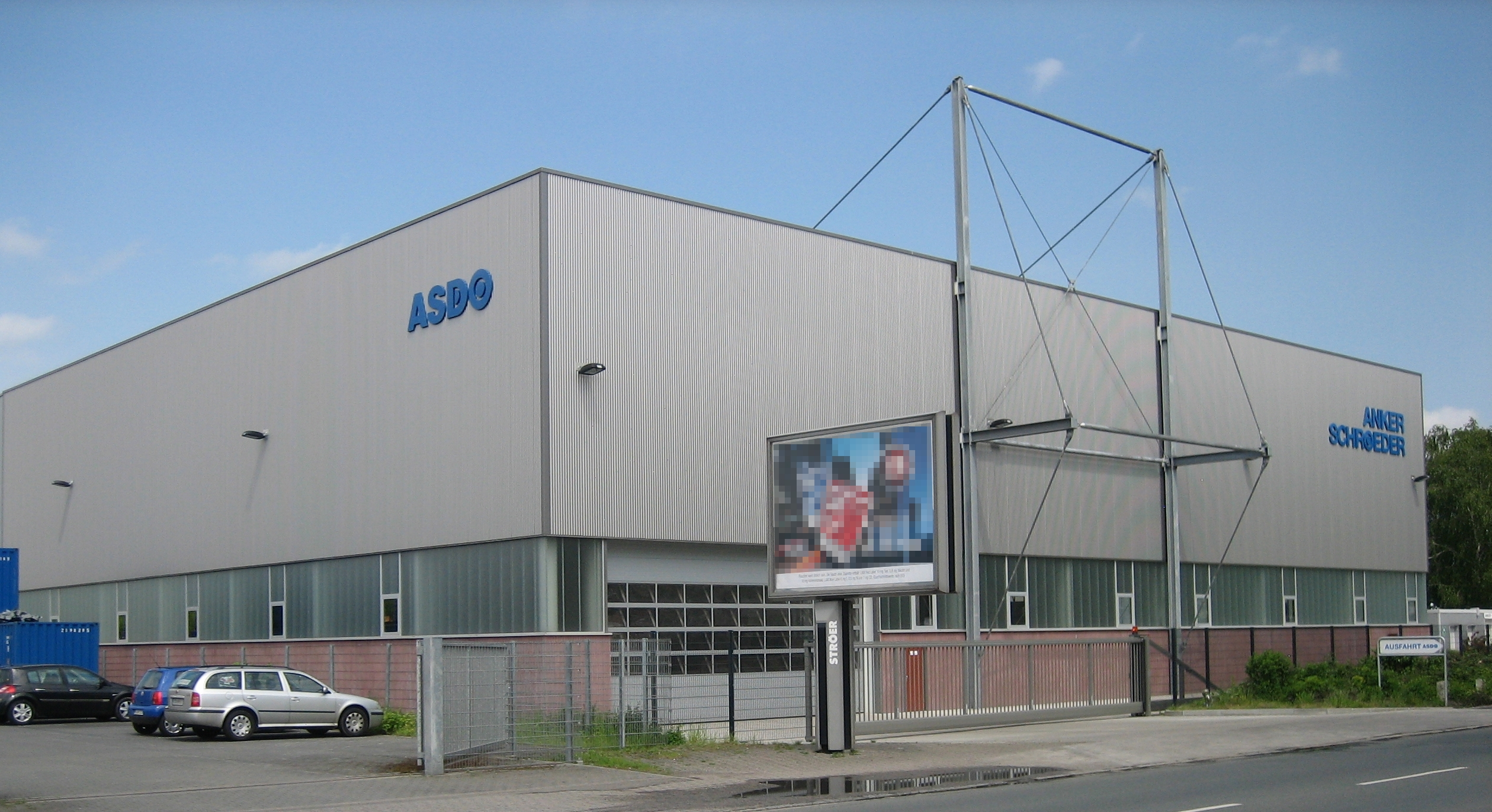
Ansicht von Hannöversche Straße

Die Anker Schroeder ASDO GmbH, früher ANKER-SCHROEDER.DE ASDO GmbH, und davor Maschinenfabrik Julius Schroeder, ist ein deutscher Hersteller von schweren Verankerungssystemen. Das auf das Stauchschmieden von Ankerschrauben spezialisierte Familienunternehmen wurde 1920 von dem Spundwand-Ingenieur Julius Schroeder und seinem Bruder und Stahlhändler Paul Schroeder gegründet. Es war zunächst im Dortmunder Stadtbezirk Brackel ansässig und befindet sich heute in Dortmund-Körne. Geschäftsführer sind Daniel und Dirk Schroeder.
Das Produktionsprogramm der Stauchschmiede umfasst schwere Verankerungen und Sonderschrauben. ASDO bietet nach eigenen Angaben als einer von wenigen Anbietern weltweit geschmiedete Großschäkel bis zu einer Nutzlast von 1400 Tonnen an. Das Unternehmen bezeichnet sich als Weltmarktführer bei Spundwandverankerungen. Zwei Drittel der gefertigten Stahlteile werden exportiert. Das Unternehmen beschäftigte im Jahre 2021 etwa 100 Mitarbeiter, davon 4 Auszubildende.

## Anwendungsbeispiele

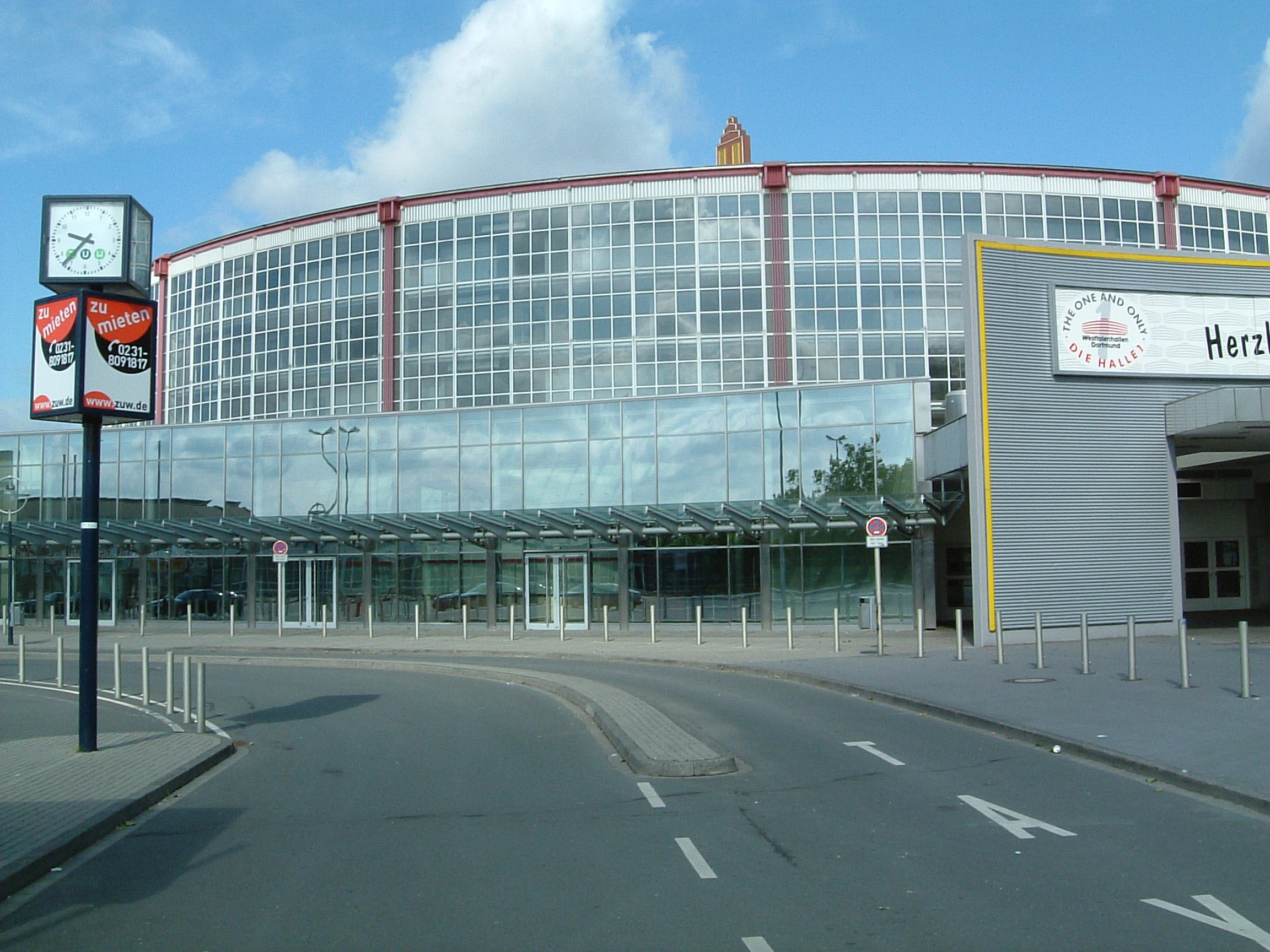
Zuganker der Dachkonstruktion an der Westfalenhalle I in Dortmund
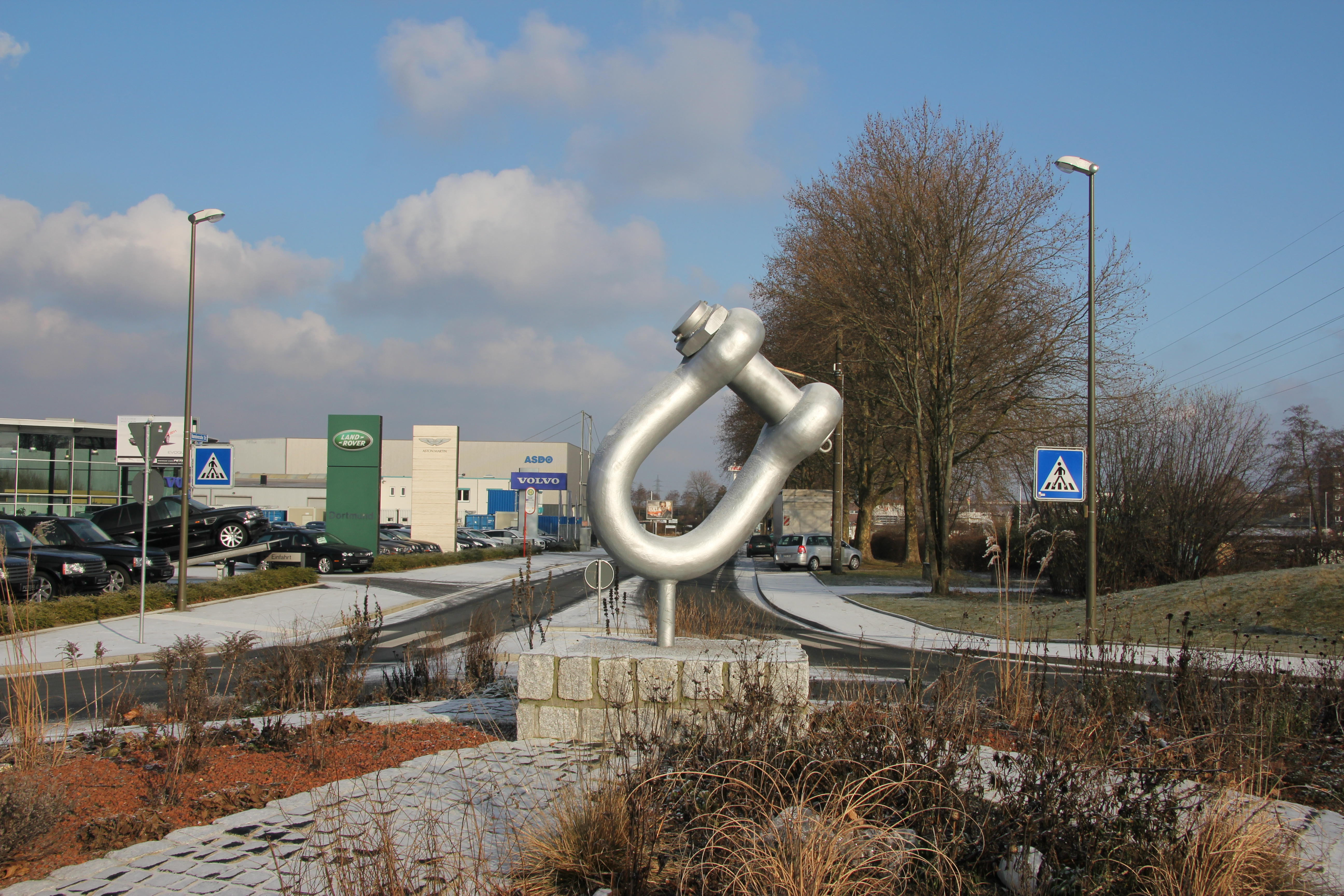
ASDO-Großschäkel, hier als Zierstück auf einer Kreisverkehrsinsel in Dortmund-Körne.